# Duke (álbum)
Duke -en español: Duque- es el décimo álbum de estudio de la banda inglesa Genesis, fue grabado a finales de 1979 y publicado a principios de 1980. El álbum se convirtió en el primer número uno en Reino Unido obtenido por la banda y alcanzando el puesto 11 para el público estadounidense (llegando a alcanzar el Disco de Platino). 
El álbum incorpora elementos de su etapa de rock progresivo anterior con momentos de elaborada instrumentación, así como elementos de la que será la nueva etapa en adelante, de estilo pop; marcando así la línea divisoria, entre el viejo y el nuevo Genesis. El álbum en sí mismo es considerado un punto de inflexión para el grupo. El disco alcanzó el puesto #1 en el Reino Unido, el #6 en Italia, el #4 en Francia, el #2 en Alemania y el #11 en los EE. UU.
En el 2020 álbum fue ubicado en la lista de los 80 mejores álbumes de 1980 de la revista Rolling Stone, ocupando el puesto 70.

## Sinopsis
Durante todo el año 1978, Genesis se mantuvo en gira, promoviendo "And Then...". Todo el año 1979 fue un descanso, de reflexión musical y de replantearse el sonido para la década que venía. Mike Rutherford y Tony Banks aprovecharon el tiempo para editar álbumes en solitario. Phil Collins en cambio quedó afectado por su separación matrimonial, lo cual no impidió que lanzara su sexto L.P. con su banda de jazz-fusion, Brand X. Cuando volvieron a juntarse en los estudios, la propuesta musical era diferente a las anteriores. El potencial musical fue orientado hacia los años 80, con un sonido más poderoso y crudo, destacando la incorporación de nuevas tecnologías, como el compositor de ritmos. 
Duke fue grabado en los Polar Studios en Suecia, de propiedad del grupo ABBA, y mezclado posteriormente en Londres por David Hentschel, aportó canciones como "Behind the Lines", "Duchess", y dos temas que se convertirían en los nuevos Hits, "Turn It On Again" y especialmente "Misunderstanding" que fue el primer top 20 de la banda en los Estados Unidos. La gira que prosiguió al lanzamiento del álbum, Genesis abandona en parte los espectaculares montajes escénicos, el espectáculo esta vez es el propio Collins, con sus intervenciones en la batería, cantando, contando chistes y robándose la película. Collins destaca: La gira de "And Then..." duró un año y eso acabó con mi matrimonio. Mike y Tony empezaron a trabajar en sus álbumes solistas, y eso me dio mucho tiempo para arreglar mis cosas. Cuando por fin nos volvimos a juntar los tres, estábamos un poco desincronizados, pero empezamos a ensayar despacio, y fue como volver a los principios del grupo de nuevo, componiendo en equipo" .
Banks: Phil nos mostró una cantidad de canciones y elegimos las dos que más nos gustaban, las que pensabamos en que podíamos contribuir en algo. Cada uno tenía dos o tres canciones, y de ahí escribimos algunas partes y a juntar todo. "Behind the Lines" fue la que se armó primero. "Duchess" salió de Phil cuando golpeaba los tambores, y nosotros desarrollabamos los riffs y las melodías.
Rutherford: En este disco empezamos a cambiar. Algunas canciones en él eran el fin de una época y otras el principio de otra.
Lo cierto es que Duke se puede considerar la despedida al progresivo, como queda demostrado en la inclusión de "Duke´s Travel" y "Duke´s end" colocados justo al final de disco. 
Una versión remasterizada digitalmente en CD fue publicada en 1994, con el diseño y dibujos originales. Un box SACD / DVD (incluyendo nuevas remezclas con sonido Stereo 5.1) fue publicado el 2 de abril de 2007.

## Lista de canciones
| Pista | Título Inglés    | Título Español             | Créditos                                | Duración |
| ----- | ---------------- | -------------------------- | --------------------------------------- | -------- |
| 1.    | Behind the Lines | Detrás De Las Líneas       | Tony Banks/Phil Collins/Mike Rutherford | 5:33     |
| 2.    | Duchess          | Duquesa                    | Tony Banks/Phil Collins/Mike Rutherford | 6:25     |
| 3.    | Guide Vocal      | Guía Vocal                 | Tony Banks                              | 1:35     |
| 4.    | Man Of Our Times | Hombre De Nuestros Tiempos | Mike Rutherford                         | 5:33     |
| 5.    | Misunderstanding | Malentendido               | Phil Collins                            | 3:16     |
| 6.    | Heathaze         | Bruma De Calor             | Tony Banks                              | 5:02     |
| 7.    | Turn It On Again | Enciéndelo Otra Vez        | Tony Banks/Phil Collins/Mike Rutherford | 3:51     |
| 8.    | Alone Tonight    | Solo Esta Noche            | Mike Rutherford                         | 4:00     |
| 9.    | Cul-de-sac       | Callejón Sin Salida        | Tony Banks                              | 5:05     |
| 10.   | Please Don't Ask | Por Favor No Preguntes     | Phil Collins                            | 4:03     |
| 11.   | Duke's Travels   | Los Viajes Del Duke        | Tony Banks/Phil Collins/Mike Rutherford | 8:40     |
| 12.   | Duke's End       | El Final Del Duke          | Tony Banks/Phil Collins/Mike Rutherford | 2:08     |

- En las ediciones originales de LP y casete, el primer lado correspondía a las canciones 1-6, mientras que el segundo correspondía a las canciones 7-12.

## Lanzamiento en SACD/DVD
Una nueva versión de Duke fue lanzada en el Reino Unido y Japón el 2 de abril de 2007. Fue lanzada en Estados Unidos y Canadá como parte de la caja de CD Genesis 1976-1982 el 15 de mayo de 2007. Esto incluye el álbum completo remasterizado en estéreo, el álbum completo en sonido envolvente 5.1, y videos relacionados. De acuerdo a las ediciones, a continuación se detalla lo que incluye cada disco:
- DISCO 1 - En las ediciones europeas y japonesas es un SACD híbrido. La capa estéreo incluye las canciones remasterizadas, y la capa SACD es multi canal (sonido envolvente).

- DISCO 1 - En las ediciones norteamericanas, es un CD de audio convencional que contiene las canciones remasterizadas. No incluye la capa de SACD.

- DISCO 2 - En todas las ediciones, es un DVD de video que contiene pistas de audio y video. Este DVD incluye tres mezclas diferentes del álbum: DTS Sorround 5.1, Dolby Digital 5.1, y Dolby Stereo.

- DISCO 2 - También incluye los siguientes videos:

1. Entrevista con la banda acerca de este álbum (2006).
2. Videos promocionales: "Duchess", "Misunderstanding", y "Turn it on Again".
3. Video en vivo grabado en The Lyceum, Londres 1980. Incluye las canciones "Behind the Lines", "Duchess", "Guide Vocal", "In the Cage", "Afterglow", "Dance on a Volcano", y "Los Endos".
4. Programa de la gira mundial de 1980 (Galería fotográfica de 16 páginas).

## Portada
Albert (el personaje en la portada del álbum), está tomado de una caricatura desconocida en los Estados Unidos. Albert también aparece en L'Alphabet D'Albert de Lionel Koechlin. Mike Rutherford da una explicación acerca de la portada en este extracto de una entrevista, pero no indica quién realmente es Albert: El concepto de la portada, usando el personaje del libro para niños de Koechlin para enlazar algunas cosas fue una idea tardía. Supongo que él representa al pequeño personaje de Everyman que está confundido por su vida en los '80s. Algunas canciones reflejan esa preocupación, aunque no hay una línea consistente en todo el disco. Pero si te fijas en "Turn It On Again", explora la relación entre la gente solitaria y los personajes de la TV con los que se involucran, a menudo sus únicos amigos reales en el mundo exterior. "Man of Our Times" es otra manera de ver a esa figura temerosa, representando desafiante a su época pero algo vacía detrás de la apariencia.
El FAQ de Ostrich tiene esta cita de Phil Collins sobre la letra de "Behind The Lines": Escribí algunas palabras en Behind The Lines de lo que me alegro que no se usara. Empecé a cantarlas y todos dijeron, ¡No puedes cantar eso!. Recibimos algunas críticas de la prensa en esa época, y escribí esas letras muy cínicas de las que Tony y Mike se avergonzaron un poco.
Esto puede explicar porqué Collins volvió a cantar este tema en su primer disco solista, y porqué la letra en el álbum solista y la de sus conciertos posteriores parecen diferentes.

## Trivia
- Según los créditos del álbum, Banks y Collins tocan un instrumento llamado "Duck", lo que en castellano significaría "Pato". Una vez, durante una entrevista en un programa, les preguntaron que significaba esto, y explicaron que tocaban una especie de "Llamador de Patos" por medio de un efecto del vocoder (este efecto es utilizado, por ejemplo, en "Behind The Lines").
- "Duchess" es la primera canción de Genesis en la que utilizan una batería electrónica.
- "Duke" es el último álbum con el productor David Hentschel. También es el único álbum donde Hentschel hacía algunos coros (siendo el más notable en la canción "Man of Our Times").
- Se sabe que tres canciones fueron grabadas y no formaron parte del álbum, estas eran "The Duke", "Bring Out Your Dead" y "Jazz". Posteriormente en un documental de Liverpool se reveló que "Jazz" era el nombre en estudio de la canción "Duke's Travels".

## Datos Adicionales
- Ingeniería del álbum por David Hentschel.
- Asistencia por Dave Bascombe.
- Grabado en los estudios Polar, Estocolmo, Suecia, en noviembre de 1979.
- Mezclado en los estudios Maison Rouge, Londres, Inglaterra.

## Formación
Genesis
- Tony Banks: teclados, coros, guitarra de 12 cuerdas, duck.
- Phil Collins: batería, percusión, drum machine, voz, duck.
- Mike Rutherford: bajo, guitarras, coros.

Músico adicional
- David Hentschel: coros, ingeniero, productor

## Rankings
Álbum
| Año  | Ranking               | Posición |
| ---- | --------------------- | -------- |
| 1980 | Billboard Álbumes Pop | 11       |

Singles
| Año  | Sencillo           | Ranking               | Posición |
| ---- | ------------------ | --------------------- | -------- |
| 1980 | "Misunderstanding" | Billboard Singles Pop | 14       |
| 1980 | "Turn It On Again" | Billboard Singles Pop | 58       |

## Certificaciones
| Organización          | Nivel            | Fecha               |
| --------------------- | ---------------- | ------------------- |
| BPI – Reino Unido     | Disco de Oro     | 28 de marzo de 1980 |
| BPI – Reino Unido     | Disco de Platino | 3 de julio de 1980  |
| RIAA – Estados Unidos | Disco de Oro     | 21 de julio de 1980 |
| RIAA – Estados Unidos | Disco de Platino | 11 de marzo de 1988 |